# Gemeinsame Sicherheit
Das Konzept der Gemeinsamen Sicherheit wird als eine genuin (natürliche) europäische Weiterentwicklung des Konzepts der Kollektiven Sicherheit gesehen.
Der Begriff stammt aus dem Titel des Palme-Berichts „Common Security: A Blueprint for Survival“, dem Abschluss der Unabhängigen Kommission für Abrüstung und Sicherheit („Palme-Kommission“, 1980–1982), der Schwedens Premierminister Olof Palme vorsaß.
Hauptschlagworte, die dem Begriff zugrunde liegen sind Interdependenz, gemeinsame Verantwortung und „Sicherheit mit“ statt „Sicherheit gegen“. Folgerichtig wird unilaterale Abschreckungspolitik abgelehnt, ebenso Allianzen als Sicherheitsgaranten. Betont werden unprovokative und nicht-offensive Verteidigungsstrukturen und Kollektive Sicherheit.
Die Kernprinzipien der Gemeinsamen Sicherheit wurden in die „Konferenz über Sicherheit und Zusammenarbeit in Europa“ (KSZE) eingebracht und später in der „Organisation für Sicherheit und Zusammenarbeit in Europa“ (OSZE) implementiert.
Bindende Regeln, Überprüfungsstrukturen und Sanktionen im Falle des Nichtübereinstimmens mit dem Sicherheitskollektiv sorgen dafür, dass die Mitglieder des Systems gewisse Einbußen in der staatlichen Souveränität hinnehmen müssen, die über jene im System der Kollektiven Sicherheit (beispielsweise der UNO) hinausgehen.
Das mag ein Grund sein, warum dieses europäische Konzept keinen Erfolg beispielsweise in Asien hatte. Ein anderer ist die stark normative Fundierung der Gemeinsamen Sicherheit – beispielsweise die ausdrückliche Formulierung von westlichen Normen im Bereich der Menschenrechte. So scheiterte eine Initiative Australiens, das Konzept der Gemeinsamen Sicherheit in die asiatisch-pazifische Region zu importieren.
Gemeinsame Sicherheit kann als eine Gegenbewegung zum Ansatz der Nationalen Sicherheit gesehen werden, der stark von der realistischen Schule (Politischer Realismus) der internationalen Politik beeinflusst wird. Sowohl im Begriff der Kollektiven Sicherheit als auch der Gemeinsamen Sicherheit schlagen sich mehr Prinzipien und Grundannahmen des Liberalismus nieder.